# Степаниха (Андреевское сельское поселение)
Степаниха — деревня в Александровском муниципальном районе Владимирской области России, входит в состав Андреевского сельского поселения.

## География
Деревня расположена в 17 км к северо-востоку от города Александрова.

## История
Название села Степаново (в наше время Степаниха) сохранило имя устроителя этих мест после Батыева погрома, внука переселившегося в московские пределы черниговского боярина Фёдора Бяконта Степана, основавшего слободу там, где теперь село Степаниха. В 1671 году построена деревянная церковь Святителя Николая Мирликийского Чудотворца. В 1772 году вместо ветхой построена новая церковь и в 1773 году освящена во имя казанской иконы Божией матери. Ныне существующая каменная церковь возведена вместо деревянной церкви в 1839 году на средства купца В.Т. Соболева. В ней три престола: кроме главного, в трапезной святителя Николая Чудотворца и священномученика Василия Херсонского. Закрыта в 1930-х годах. Колокольня разрушена.
В XIX и первой четверти XX века село входило в состав Андреевской волости Александровского уезда. 
В годы Советской власти до 1998 года село входило в состав Майского сельсовета.

## Население
| 1859 | 1905 | 1926 | 2002 | 2010 | 2021 |
| ---- | ---- | ---- | ---- | ---- | ---- |
| 197  | ↘153 | ↘95  | ↘5   | ↘2   | ↘1   |

## Достопримечательности
В деревне располагается Церковь Казанской иконы Божией Матери (1839).